# 神田夢實
神田夢實（Yumemi Kanda，1994年9月14日—），日本足球運動員，司職中場，現時效力香港超級聯賽球會傑志。

## 球會生涯
神田夢實出身自日職北海道札幌岡薩多的青訓系統，他青年軍時期主要司職前鋒，獲北海道札幌岡薩多提拔至一隊後，他則較多踢邊路的位置。後來，效力FC愛媛的時候，就改踢進攻中場。
神田夢實能出任中前場多個位置，罰球技術不俗，在其香港「地標戰」香港菁英盃面對勁旅傑志，連續射入兩記罰球，協助標準流浪以2比1擊敗傑志，並終止傑志早前的9連勝紀錄。
因其出色表現，標準流浪於2023年5月跟神田夢實簽訂新合約。
2025年7月7日，神田夢實回流香港加盟港超球會傑志。

## 國家隊生涯
曾於2009年高圓宮盃全國U15少年錦標賽膺神射手的神田夢實，入選過日本青少年代表隊，出戰「亞少盃」外圍賽及決賽周並取得入球，至2011年亦入選日本U17國家隊集訓營。

## 榮譽
標準流浪
- 香港菁英盃冠軍（2023–24季度）

## 外部連結
- 神田梦实在Soccerway.com（英语）
- 神田梦实在WorldFootball.net（英语）
- 神田梦实在FBref.com（英语）
- 神田梦实在J.League（日语）
- 神田梦实在FootballDatabase.eu（英语）
- 神田梦实在Transfermarkt（英语）